# Golfo de Huon

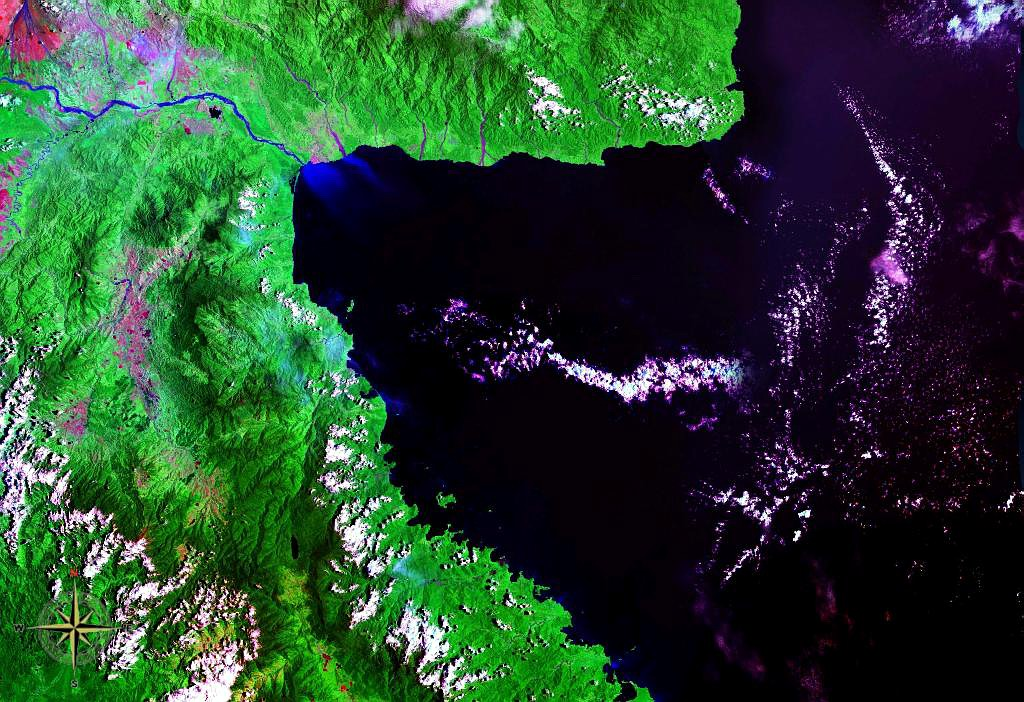
O golfo de Huon visto do espaço (imagem de falsa cor)

O golfo de Huon é um grande golfo na parte oriental da ilha Nova Guiné, na Papua-Nova Guiné. É limitado pela península de Huon a norte. 
Ambos foram nomeados em homenagem ao explorador francês Jean-Michel Huon de Kermadec. O golfo de Huon integra o mar de Salomão. Lae, capital da província de Morobe, está situada a oeste da costa norte do golfo. 
A baía Markham forma o extremo noroeste do golfo de Huon, ao nível da foz do rio Markham.